# طوایف سکاها
سَکاها (به فارسی باستان: سَکَ (Saka) یا اسکیت‌ها به یونانی باستان (Σκύθης)) دسته‌هایی از مردمان کوچ‌نشین ایرانی‌تبار بودند که تاریخشان به پیش از هخامنشیان بازمی‌گردد و در این مقاله فهرست طوایف سکاها ذکر می‌شود:

## قوم تپور
قوم تپور از قبایل ایرانی‌تبار دوران باستان و یکی از طوایف سکاها بو ده اند، آن‌ها قومی سکایی و ساکن سرزمین‌های سکاها یادشده‌اند، تپوری‌های غربی قومی خوانده‌شده‌اند که در دوران فرهاد یک اشکانی، از مناطق پرثوه به مناطق مرکزی جنوب دریای کاسپین (منطقه مازندران کنونی) رهسپار شدند و این تپوری‌های غربی را نتیجه این انشعاب قومی که در شمال رود اترک (اترک در ترکمنستان امروزی) رخ داده‌است می‌دانند. استر ابو «قوم تپور» را ساکن سرزمینی هر یو (هرات باستان) یعنی در شرق هیرکانی یادکرده و دانشنامه ایرانیکا نیز موقعیت جغرافیایی سرزمین یادشده را برابر با سرزمین مرو باستان (مرگوش/مرو) ثبت کر ده است.